# Mount Draeger
Mount Draeger är ett berg i Antarktis. Det ligger i Östantarktis. Nya Zeeland gör anspråk på området. Toppen på Mount Draeger är 1 698 meter över havet.
Terrängen runt Mount Draeger är kuperad västerut, men österut är den bergig. Trakten är obefolkad. Det finns inga samhällen i närheten.